# Нутрия
Нутрията (Myocastor coypus) е едър гризач от семейство Нутриеви (Myocastoridae). Води полуводен начин на живот. 

## Физически характеристики
Дължината на тялото достига 60 cm, опашката – до 45 cm, а теглото – 5—10 kg. Мъжките са по-едри от женските.
Резците на нутрията имат характерен ярък жълто-оранжев цвят.

## Разпространение
Естественият ареал обхваща южната част на Южна Америка.
Интродуцирана е в няколко други страни, включително и в България.